# Fruitville, Florida
Fruitville är en ort (CDP) i Sarasota County, i delstaten Florida, USA. Enligt United States Census Bureau har orten en folkmängd på 13 224 invånare (2010) och en landarea på 17,6 km².